# A Más
A Más (estilizado como a más+, anteriormente como a+) es una red de canales de televisión mexicana de Televisión Azteca con un enfoque local, la cual tiene como principal objetivo la producción y difusión de programación local en diversas poblaciones al interior de México, muy similar a las cadenas Televisa Regional y NU9VE de la rival Televisa.

## Historia
En marzo de 2017, TV Azteca lanzó dos canales complementarios a sus señales principales de Azteca Trece y Azteca 7. El primer canal, en realidad fue el relanzamiento de Proyecto 40, renombrado adn 40, anunciado como un canal 100% informativo (aunque en un inicio se mantuvo la mayor parte de la programación de Proyecto 40 que era de corte general).

Logo utilizado hasta 2021.

 El segundo, llamado a+, es una red de canales locales con programación producida localmente y complementada con una programación en común. Si bien, TV Azteca ya contaba con programación local en algunas estaciones, esta programación se transmitía entre la programación habitual de las cadenas Azteca 7 y Azteca Trece, pero no contaban con estaciones locales como las de la red Televisa Regional. Utilizando la multiprogramación, TV Azteca usa estaciones existentes de Azteca 7 en lugar de requerir de estaciones nuevas para esta red como lo ha hecho Televisa con su propia red.
Según TV Azteca, la programación es "100% bloqueable", es decir, se produce y transmite programación de acuerdo a cada mercado o localidad, a diferencia de las cadenas Azteca Uno y Azteca 7 cuya programación es idéntica en todo el país.

El 20 de marzo de 2017 a las 8:00 p. m., hora del centro de México, inició transmisiones en 5 de los mercados principales de México (Monterrey, Ciudad de México, Guadalajara, León y Toluca) con una programación formada por noticieros y espacios deportivos locales, programas de temáticas diversas, animación, programación para adolescentes, música y películas, así como la retransmisión en horarios diferidos de programas importantes de las cadenas nacionales principales de TV Azteca.

Posteriormente, se presentó una segunda etapa de expansión de la red a 21 ciudades más, finalmente se dio una tercera fase que extendió aún más la red a lo largo de 2017.
En 2018 luego de expandir su cobertura a la mayor parte del país, el canal pasó a transmitir algunos programas que anteriormente formaban parte de la programación de alguna de las dos cadenas principales de TV Azteca.
El 22 de marzo de 2021, como celebración de su cuarto aniversario, se estrenan nuevas «temporadas» de algunos de sus programas más exitosos e inician nuevas emisiones. Su imagen también cambia, su logo cambia por una «a» encima de la palabra «más» (ambas en minúsculas) con un pequeño símbolo de «+», utilizando una tipografía genérica dejando de lado la que era compartida con la de la cadena adn40), también de TV Azteca.

## Estaciones de la red
La señal no tiene canal virtual reservado y asignado. Al ser parte de la multiprogramación de estaciones de Azteca 7, cuyo canal virtual asignado es el 7.1, se utiliza como canal virtual el 7.2, con la excepción de XHEXT-TDT de Mexicali, Baja California y XHCJH-TDT de Ciudad Juárez, Chihuahua, las cuales utilizan el canal 20.2, y XHTIT-TDT de Tijuana, Baja California, que utiliza el canal 21.2. Estas excepciones son de manera provisional debido a que el canal virtual 7 está siendo utilizado en estaciones de los Estados Unidos, y cuyas señales llegan a México, impidiendo su uso.
| Distintivo | Canal digital | Poblaciones obligatorias a servir           |
| ---------- | ------------- | ------------------------------------------- |
| XHLGA-TDT  | 29            | Aguascalientes, Aguascalientes.             |
| XHENT-TDT  | 20            | Ensenada, Baja California.                  |
| XHEXT-TDT  | 25            | Mexicali, Baja California.                  |
| XHTIT-TDT  | 29            | Tijuana, Baja California.                   |
| XHPBC-TDT  | 25            | La Paz, Baja California Sur.                |
| XHSJC-TDT  | 26            | San José del Cabo, Baja California Sur.     |
| XHCAM-TDT  | 24            | San Francisco de Campeche, Campeche.        |
| XHCSA-TDT  | 15            | San Cristóbal de las Casas, Chiapas.        |
| XHJU-TDT   | 36            | Tapachula, Chiapas.                         |
| XHECH-TDT  | 21            | Chihuahua, Chihuahua.                       |
| XHCJH-TDT  | 36            | Ciudad Juárez, Chihuahua.                   |
| XHIMT-TDT  | 24            | Ciudad de México y área metropolitana.      |
| XHMLA-TDT  | 27            | Monclova, Coahuila.                         |
| XHPNG-TDT  | 32            | Piedras Negras, Coahuila.                   |
| XHLLO-TDT  | 33            | Saltillo, Coahuila.                         |
| XHCOL-TDT  | 19            | Colima, Colima.                             |
| XHTCO-TDT  | 29            | Tecomán, Colima.                            |
| XHDRG-TDT  | 18            | Durango, Durango.                           |
| XHGZP-TDT  | 18            | Gómez Palacio, Durango. Torreón, Coahuila.  |
| XHCCG-TDT  | 17            | Celaya, Guanajuato.                         |
| XHCCG-TDT  | 14            | León, Guanajuato.                           |
| XHACC-TDT  | 36            | Acapulco de Juárez, Guerrero.               |
| XHCHL-TDT  | 28            | Chilpancingo, Guerrero.                     |
| XHPHG-TDT  | 36            | Pachuca, Hidalgo.                           |
| XHSFJ-TDT  | 31            | Guadalajara y área metropolitana, Jalisco.  |
| XHPVJ-TDT  | 23            | Puerto Vallarta, Jalisco.                   |
| XHLUC-TDT  | 35            | Toluca, Estado de México.                   |
| XHBUR-TDT  | 32            | Morelia, Michoacán.                         |
| XHRAM-TDT  | 23            | Zamora, Michoacán.                          |
| XHCUV-TDT  | 22            | Cuernavaca, Morelos.                        |
| XHLBN-TDT  | 31            | Tepic, Nayarit.                             |
| XHFN-TDT   | 17            | Monterrey y área metropolitana, Nuevo León. |
| XHPSO-TDT  | 30            | Matias Romero, Oaxaca.                      |
| XHDG-TDT   | 26            | Oaxaca de Juárez, Oaxaca.                   |
| XHTEM-TDT  | 27            | Puebla, Puebla.                             |
| XHTHP-TDT  | 34            | Tehuacán, Puebla.                           |
| XHQUE-TDT  | 34            | Querétaro, Querétaro.                       |
| XHAQR-TDT  | 25            | Cancún, Quintana Roo.                       |
| XHCQO-TDT  | 26            | Chetumal, Quintana Roo.                     |
| XHCLP-TDT  | 22            | San Luis Potosí, San Luis Potosí.           |
| XHDO-TDT   | 36            | Culiacán, Sinaloa.                          |
| XHMIS-TDT  | 31            | Los Mochis, Sinaloa.                        |
| XHDL-TDT   | 31            | Mazatlán, Sinaloa.                          |
| XHBK-TDT   | 35            | Ciudad Obregón, Sonora.                     |
| XHHO-TDT   | 24            | Hermosillo, Sonora.                         |
| XHVIH-TDT  | 23            | Villahermosa, Tabasco.                      |
| XHCDT-TDT  | 29            | Ciudad Victoria, Tamaulipas.                |
| XHOR-TDT   | 33            | Matamoros y Reynosa, Tamaulipas.            |
| XHLAT-TDT  | 33            | Nuevo Laredo, Tamaulipas.                   |
| XHTAU-TDT  | 21            | Tampico, Tamaulipas.                        |
| XHCTZ-TDT  | 18            | Coatzacoalcos, Veracruz.                    |
| XHCPE-TDT  | 33            | Perote, Veracruz.                           |
| XHSTE-TDT  | 32            | Santiago Tuxtla, Veracruz.                  |
| XHMEY-TDT  | 33            | Mérida, Yucatán.                            |
| XHIV-TDT   | 36            | Zacatecas, Zacatecas.                       |

- - Estaciones con canal virtual 20.2.
- - Estaciones con canal virtual 21.2.